# 考德威爾 (新澤西州)
考德威爾（英語：Caldwell）是位於美國新澤西州艾塞克斯縣的自治市鎮。

## 人口
根據2020年美國人口普查的數據，考德威爾的面積為3.05平方千米，皆為陸地。當地共有人口9027人，而人口密度為每平方千米2,960人。